# Vipsorola semivitrea
Vipsorola semivitrea är en fjärilsart som beskrevs av William Schaus 1920. Vipsorola semivitrea ingår i släktet Vipsorola och familjen snigelspinnare. Inga underarter finns listade i Catalogue of Life.